# Jorge Perona García
Jorge Perona García (Enguera, 1 april 1982) is een gewezen Spaans profvoetballer, beter bekend onder de naam Perona.

## Loopbaan
Opgeleid bij de jeugdploegen van Valencia CF startte hij zijn professionele carrière bij de B-ploeg Valencia CF Mestalla, een ploeg die tijdens het seizoen 1998-1999 uitkwam in de Segunda División B. Perona kende een goed debuut, zowel op individueel als collectief niveau met een 10e positie in de eindstand.
Vanaf het seizoen 1999-2000 stapte hij over naar FC Barcelona B. Hij verbleef er vier seizoenen en speelde onder andere samen met spelers als Víctor Valdés, Andrés Iniesta en Sergio García de la Fuente. De ploeg speelde de gehele periode in de Segunda División B met achtereenvolgens een elfde, negende, eerste en tweede plaats als resultaat. De laatste twee seizoenen werd de promotie echter gemist tijdens de eindronde.
In het begin van het seizoen 2003-2004 stapte hij over naar een ambitieuze ploeg uit de Segunda División B, Hércules CF uit Alicante. Perona scoorde tien doelpunten, maar de ploeg eindigde slechts negende in de eindstand. Het daaropvolgende seizoen 2004-2005 tekende Perona bij een andere ploeg uit de reeks, Lorca Deportiva. De eerste campagne eindigde op een mooie vierde plaats, die toegang gaf tot de eindronde. Mede met zijn 18 doelpunten tijdens het hele seizoen, bewerkstelligde Perona het onverwachte succes van de promotie naar de Segunda División A. De speler volgde de ploeg en speelde tijdens het seizoen 2005-2006 in de zilvere afdeling. De ploeg behaalde een schitterende vijfde plaats op enkele punten van de promotie.  Op persoonlijk vlak was het, door de aanhoudende problemen met coach Unai Emery, geen succes voor de speler.
Vanaf het seizoen 2006-2007 tekende hij voor de B-ploeg van Levante UD en keerde zo terug naar de Segunda División B. Met deze middenmoter eindigde hij op een tiende plaats. Het daaropvolgende seizoen 2007-2008 zocht hij zijn geluk in Alcoy bij CD Alcoyano. Ook bij deze ploeg eindigde hij in de middenmoot van de Segunda División B met een negende plaats. Na deze twee matige seizoenen, keerde Perona voor het seizoen 2008-2009 terug naar Lorca Deportiva, dat ondertussen terug gedaald was naar de Segunda División B. Op sportief vlak werd het een succes met een tweede plaats als gevolg, maar door financiële problemen zakte de ploeg.
De speler werd tijdens het tussenseizoen door de pers gelinkt met Getafe CF, maar hij kwam uiteindelijk bij het veel minder bekende Sangonera Atlético CF terecht in 2009-2010. De ploeg eindigde op de twaalfde plaats van de Segunda División B, maar moest door financiële problemen zijn activiteiten stopzetten. Voor het volgende seizoen 2010-2011 zette hij de overstap naar de ambitieuze reeksgenoot Real Oviedo. Het seizoen werd op een teleurstellende achtste plaats afgesloten.
Toen CD Tenerife het behoud in de Segunda División A niet kon waarmaken, betekende dat een tweede degradatie op rij. Voor het seizoen 2011-2012 werd een ambitieus project uitgewerkt om de promotie onmiddellijk af te dwingen. Perona maakte daar deel van uit. De speler speelde 41 wedstrijden en scoorde 16 keer, maar dat was enkel voldoende voor een zesde plaats.
Voor het seizoen 2012-2013 ondertekende hij een contract bij FC Cartagena, een andere ploeg die het behoud niet kon waarmaken tijdens het voorgaande seizoen en die tot doel heeft om terug te keren naar de zilveren categorie.  Hij werd onmiddellijk een van de smaakmakers van de geslaagde competitiestart.  In de terugronde viel hij echter helemaal terug.  Daarom werd zijn contract niet meer verlengd voor het volgende seizoen.
Hij vond voor het seizoen 2013-2014 onderdak bij reeksgenoot Huracán Valencia CF.  Hij scoorde 5 doelpunten uit 20 wedstrijden.  Desondanks werd zijn contract niet verlengd.
Voor het seizoen 2014-2015 keerde hij terug naar CD Alcoyano, een andere reeksgenoot.  Hij zou er niet kunnen scoren, zodat hij tijdens de winterstop overstapte naar reeksgenoot CD Eldense.
In juli 2015 tekende hij voor het seizoen 2015-2016 voor het net naar Segunda División B gepromoveerde FC Jumilla.  Met een vijftiende plaats in de eindrangschikking kon de ploeg zich handhaven.  Met 6 doelpunten uit 33 wedstrijden was Perona een van de belangrijke basisspelers, waardoor hij zijn contract verlengde voor het seizoen 2016-2017.  Ook het tweede seizoen werd met het behoud afgesloten.  Dit betekende wel het laatste seizoen uit de loopbaan van Perona.